# ألبرت غرين
ألبرت غرين (بالإنجليزية: Albert Green)‏ (18 أبريل 1907 في المملكة المتحدة - 1 يناير 1977) هو لاعب كرة قدم بريطاني (وحمل سابقاً جنسية المملكة المتحدة لبريطانيا العظمى وأيرلندا) في مركز مهاجم داخلي. لعب مع شيفيلد وينزداي ووست هام يونايتد ونادي غاينسبورو ترينيتي ولينكولن سيتي أف سي ودنابي يونايتد وNewark Town F.C. ‏.